# Hepkema's Courant

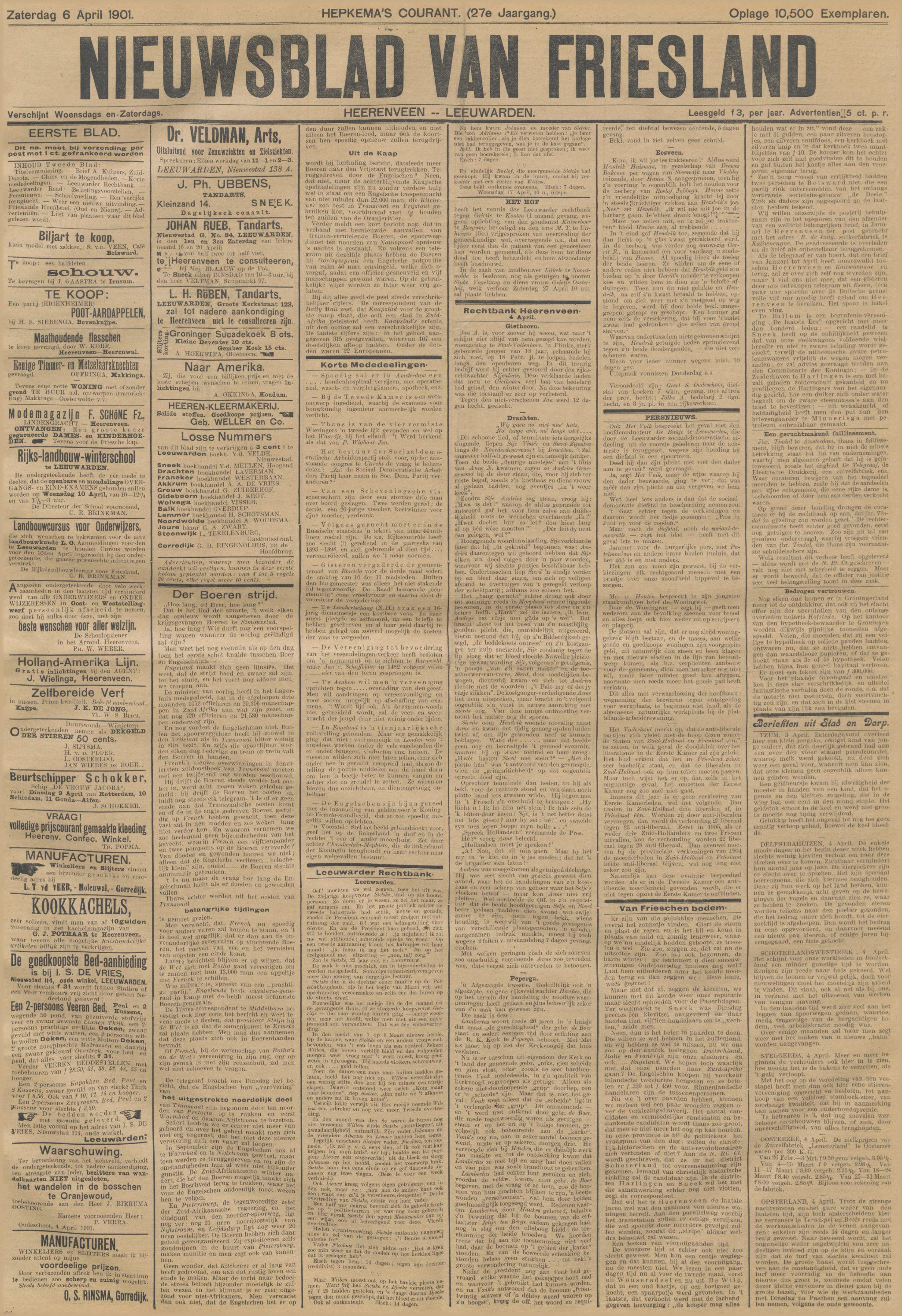
Nieuwsblad van Friesland voorpagina van 6 april 1901

Hepkema's Courant, gewoonlijk kortweg De Hepkema genoemd, was een Nederlands streekblad dat tussen 1874 en 1951 verscheen in Midden- en Zuidoost-Friesland, vanaf 1901 onder de naam Nieuwsblad van Friesland. De redactie was gevestigd te Heerenveen.

## Geschiedenis
De Hepkema werd in 1874 opgericht als het Nieuws- en Advertentieblad door de Heerenveense uitgever Jacob Hepkema (1845-1919), die tot 1900 hoofdredacteur van de krant zou blijven. Aanvankelijk verscheen de Hepkema als weekblad, maar vanaf 1878 kwam de krant tweemaal per week uit. In 1901 werd het blad omgedoopt tot het Nieuwsblad van Friesland, al bleef de krant bekendstaan als de Hepkema. Vanaf 1930 verscheen het blad driemaal per week. In die tijd, die achteraf gezien het hoogtepunt van de krant zou zijn, had de Hepkema ongeveer 30.000 lezers. Van 1938 tot 1941 fungeerde het blad tevens als publicatie-orgaan van de Friese gemeentes Heerenveen, Lemsterland, Opsterland en Utingeradeel. Ook verscheen de Hepkema met de bijlagen Op en rond de boerderij en het Sneeker Nieuws.
In 1942, tijdens de Tweede Wereldoorlog, werd de Hepkema door de Duitse bezetter gedwongen een NSB'er als hoofdredacteur aan te stellen. In april van datzelfde jaar werd de krant een verschijningsverbod opgelegd, dat tot mei 1947 van kracht zou blijven. Na de Bevrijding werd de plaats van de krant ingenomen door de uit het verzet voortgekomen Heerenveensche Koerier. Op 27 januari 1949 werd het eerder door de Commissie voor de Perszuivering opgelegde verbod op het gebruik van de naam door de Raad van Beroep voor de Perszuivering vernietigd. In het begin van de jaren vijftig verscheen de Hepkema vijfmaal per week, maar het blad kon de concurrentie met de Heerenveensche Courant niet aan en ging in 1952 op in het Nieuwsblad voor Zuid-Friesland.